# Daniel Climent i Giner
Daniel Climent i Giner (Alacant, 21 de gener de 1952) és un educador, investigador i divulgador valencià, pioner en el camp de l'etnobotànica al País Valencià, en particular a les comarques del migjorn.
Llicenciat en Ciències Químiques i especialitzat en bioquímica, durant la seua carrera ha combinat la docència amb la recerca i divulgació científica i cultural. Els seus treballs han sigut recollits en forma de llibres, publicacions a revistes especialitzades, conferències, presentacions i intervencions televisives, entre d'altres. 
El seu llibre Les nostres plantes és reconegut com a precursor de la literatura d'investigació i divulgació científica en llengua catalana a Alacant i com a un referent de l'etnobotànica valenciana.

## Biografia

### Carrera divulgadora i investigadora
Daniel Climent i Giner ha destacat com a investigador, recuperador i divulgador del llegat etnobotànic del migjorn valencià.
El seu primer llibre, Les nostres plantes (1985), és reconegut com a precursor de la literatura d'investigació i divulgació científica en llengua catalana a Alacant i és amplament referenciat per autors i investigadors nacionals i internacionals. L'autor i etnobotànic valencià Joan Pellicer i Bataller es va referir a ell com a "el llibre sobre plantes valencianes que ha fet més ressò i té més anomenada". Altres de les seues publicacions com Les formacions vegetals de la ciutat d'Alacant (1990) o Herbari: viure amb les plantes (2012) són també considerades referents divulgatius d'etnobotànica als Països Catalans.

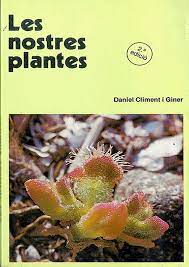
Les nostres plantes (2a edició - 1986)

L'activitat divulgadora d'en Daniel Climent i Giner ha cobert també àrees com història i didàctica de les ciències, gastronomia i cultura, calendaris i cronologia, i religió i natura. Aquesta tasca l'ha desenvolupada com a ponent, participant i/o organitzador de conferències, cursos, xarrades, visites de camp, i a través del seu canal a YouTube amb més de mil vídeos divulgatius.
Daniel Climent i Giner és col·laborador habitual de diverses publicacions de divulgació científica i cultural com ara Mètode, Saó, Espores, o Quaderns de Migjorn, entre d'altres. També ha intervingut en programes televisius a Punt 2, Antena 3 i À Punt.

### Carrera docent
Daniel Climent i Giner va dedicar gran part la seua carrera professional a la docència i la formació del professorat a Alacant.
Va començar la seua carrera com a professor de Ciències de la Natura al Instituto Femenino (1974-79) i l'Institut Miguel Hernández (1979-86) d'Alacant. Fundador de les Escoles d'Estiu de Dénia (1981) i Elx (1983), el 1982 esdevingué el primer professor d'institut en impartir classes de ciències en valencià a Alacant.
El 1986 va ser nomenat director del Centre de Professors (CEP) d'Alacant, càrrec que va ocupar fins a 1993. Eixe any va tornar a les aules com a Catedràtic de Ciències de la Natura i Biologia a l'Institut Badia del Baver, on va exercir la docència fins que es va retirar l'any 2012. Des de llavors ha sigut professor a la Universitat Permanent de la Universitat d'Alacant (UPUA) en repetides ocasions.
Daniel Climent i Giner és autor i coautor de diversos llibres de text de secundària a l'àrea de les ciències la natura.